# Puerta de los Traidores

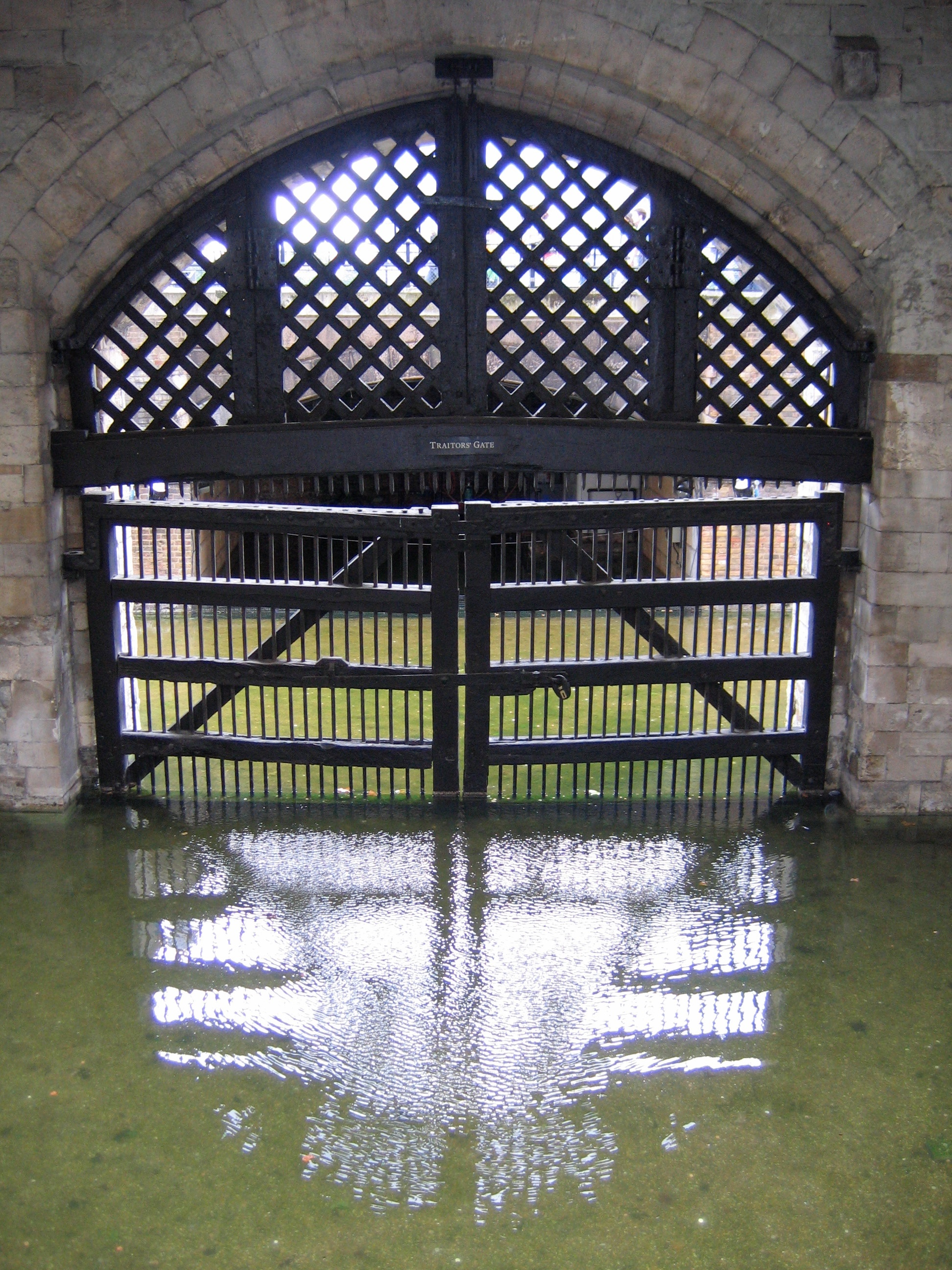
Vista actual de la puerta de los Traidores.

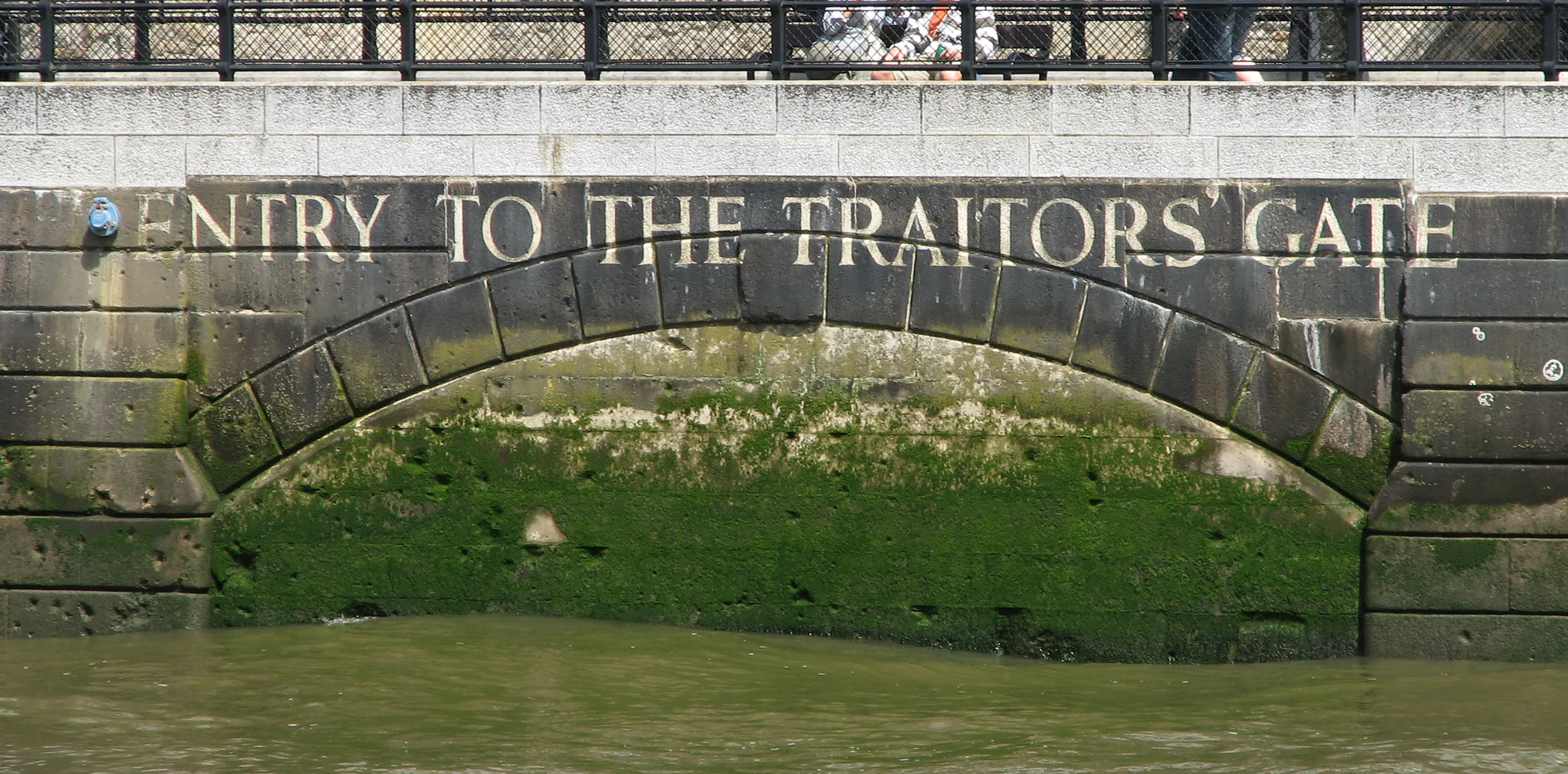
La puerta de acceso, ya tapiada, daba acceso a la Torre por el Támesis.

La puerta de los Traidores es una de las entradas que usaron muchos de los prisioneros en la época de los Tudor para entrar a la Torre de Londres. La puerta fue construida por Eduardo I, para proporcionar una esclusa de acceso a la construcción desde la torre de Santo Tomás, que se encontraba orientada hacia el Támesis, y que servía como aposentos para la familia real.
En la piscina detrás de la puerta había un motor que se usaba para llevar agua a una cisterna en el techo de la Torre Blanca. El motor funcionaba originalmente por la fuerza de la marea o por caballos de fuerza y finalmente por vapor. En 1724-1726, se adaptó para impulsar maquinaria para perforar cañones de armas. Fue eliminado en la década de 1860.
El nombre de la llamada puerta de los Traidores era utilizado con anterioridad a 1543, como se demuestra con el trabajo del paisajista flamenco Anton van den Wyngaerde. Los prisioneros fueron llevados en barcaza a lo largo del Támesis, pasando por debajo del Puente de Londres, donde las cabezas de los prisioneros recientemente ejecutados se exhibían en picas. Prisioneros notables como Tomás Moro entraron a la Torre por este acceso.
Aunque a menudo se informa que la Ana Bolena ingresó a la Torre por este acceso tras ser arrestada, la crónica contemporánea de Charles Wriothesley registra que Bolena fue llevada a través de la "puerta de la corte", ubicada en la Torre Byward.